# Mechanizm wakansowy dyfuzji

Animacja przedstawiająca atomy dyfundujące mechanizmem wakansowym

Mechanizm wakansowy dyfuzji – jeden z mechanizmów dyfuzji w ciałach stałych, polegający na przypadkowych przeskokach atomów w nieobsadzone węzły sieci krystalicznej, które stanowią jej puste miejsca zwane wakansami.

## Ogólne informacje
Mechanizm wakansowy dyfuzji po raz pierwszy teoretycznie zaproponowali w 1942 roku dwaj amerykańscy naukowcy Hillard Bell Huntington i Frederick Seitz. Ze względu na II wojnę światową publikacje nie wzbudziły zainteresowania w środowisku naukowym. W tym samym czasie, niezależnie, Ernest Kirkendall eksperymentalnie podważył wcześniejsze teorie dyfuzji w ciałach stałych. Następstwem istnienia efektu Kirkendalla było opracowanie nowej teorii oddziaływania dyfundujących atomów z defektami punktowymi jakimi są wakanse.
Wszystkie rzeczywiste kryształy wykazują istnienie wakansów, których pojawianie się jest indukowane termicznie. Istnienie tych defektów umożliwia działanie wakansowego mechanizmu dyfuzji, decydującego o ruchliwości atomów własnych oraz obcych (domieszki) w sieci krystalicznej rozpuszczalnika. Atom może zmienić pozycję tylko wtedy, gdy w sąsiedniej pozycji węzłowej znajduje się wakans. Atom otaczający wakanse pokonuje barierę potencjału związaną z lokalną deformacją sieci. Efektem jest przeskok na miejsce wakansu, a w konsekwencji pojawienie się wakansu w poprzedniej pozycji atomu. Dyfuzja tym mechanizmem nie jest możliwa w krysztale doskonałym.

## Termodynamika mechanizmu

Rys. 1. Poglądowy schemat dyfuzji mechanizmem wakansowym w materiałach o sieci regularnej przestrzennie centrowanej A2.
__ – atomy węzłowe
__ – wakans

Częstotliwość pokonywania bariery potencjału jest aktywowana termicznie, opisuje ją równanie Arrheniusa:
{\displaystyle \omega _{V}=\nu _{0}\cdot \exp \left(-{\frac {G_{V}^{M}}{k_{B}T}}\right),}
gdzie:
{\displaystyle \nu _{0}} – częstotliwość prób przeskoku atomu (częstotliwość Debye’a) [1/s],
{\displaystyle G_{V}^{M}} – bariera potencjału związana z lokalną deformacją sieci [J],
{\displaystyle k_{B}} – stała Boltzmanna [J/K],
{\displaystyle T} – temperatura bezwzględna [K].
Zgodnie z teorią stanu przejściowego (TST) wartość energii swobodnej Gibbsa {\displaystyle G_{V}^{M}} (bariera potencjału) odnosi się do punktu siodłowego. Ów punkt jest maksimum energii swobodnej Gibbsa potrzebnej do przeskoku atomu w sąsiednie miejsce równowagi. Miejsca równowagi są przedstawione na rysunku 1a i 1c. Punkt siodłowy (pośredni) jest przedstawiony na rysunku 1b. W przypadku takiego modelu energia migracji jest dana relacją:
{\displaystyle E_{M}=E_{S}-E_{0},}
gdzie:
{\displaystyle E_{S}} – energia punktu siodłowego [J],
{\displaystyle E_{0}} – energia stanu podstawowego [J].
Częstotliwość przeskoków atomu zależy od częstotliwości pokonywania bariery potencjału związanej z przeskokiem {\displaystyle \omega _{V}} i od prawdopodobieństwa, że w pobliżu znajduje się wakans (proporcjonalnie do stężenia wakansów w krysztale {\displaystyle c_{v}}). Średnia częstotliwość przypadkowych przeskoków atomów z jednej pozycji do drugiej {\displaystyle \Gamma } dana jest równaniem:
{\displaystyle \Gamma =\omega _{V}\cdot c_{V},}
gdzie:
{\displaystyle \omega _{V}} – częstotliwość pokonania bariery potencjału [1/s],
{\displaystyle c_{v}} – równowagowe stężenie wakansów.
Prawdopodobieństwo kolejnych przeskoków atomu jest silnie skorelowane z poprzednim przeskokiem. Prawdopodobieństwo powrócenia atomu to pozycji poprzedniej jest większe, niż prawdopodobieństwo przeskoku do innej pozycji węzłowej w najbliższym sąsiedztwie. Wartości prawdopodobieństw zależą od typu sieci krystalicznej rozpuszczalnika. Z tego powodu współczynnik korelacji f wyznaczany do badania dyfuzji własnej i heterodyfuzji dla mechanizmu wakansowego jest zawsze mniejszy od 1.

## Znaczenie przemysłowe
- domieszkowanie półprzewodników
- obróbka cieplno-chemiczna
- przesycanie i starzenie roztworów stałych
- zapobieganie degradacji materiałów